# Лесото на Олимпијским играма
Лесото се први пут појавио на Олимпијским играма 1972. године и од тада је Лесото слао своје спортисте на већину наредних одржаних Летњих олимпијских игара. Лесото је пропустио да пошаље своје представнике 1976. године, када је заједно са већином афричких земаља бојкотовао олимпијске игре.
На Зимске олимпијске игре Лесото никада није слао своје представнике. Представници Лесота закључно са Олимпијским играма одржаним 2012. године у Лондону нису освојили ни једну олимпијску медаљу.
Национални олимпијски комитет Лесота (Lesotho National Olympic Committee) је основан 1971. а признат од стране МОК 1972. године.
Занимљиво је да су представници Лесота тек на свом 5. учешћу на Олимпијским играма 1992. први пут у свом саставу имали и једну такмичарку. 

## Медаље

### Учешће и освојене медаље на ЛОИ
| Учешће и освојене медаље Лесота на ЛОИ |                         |                        |                        |                        |                        |                        |                        |                        |                        |                        |
| ЛОИ                                    | Носилац заставе         | Учешће                 | Муш.                   | Жене                   | спорт                  | Злато                  | Сребро                 | Бронза                 | Укупно                 | Пласман                |
| 1972 Минхен                            | Motsapi Moorosi         | 1                      | 1                      | 0                      | 1                      | 0                      | 0                      | 0                      | 0                      | —                      |
| 1976 Монтреал                          | Лесото није учествовао  | Лесото није учествовао | Лесото није учествовао | Лесото није учествовао | Лесото није учествовао | Лесото није учествовао | Лесото није учествовао | Лесото није учествовао | Лесото није учествовао | Лесото није учествовао |
| 1980 Москва                            |                         | 5                      | 5                      | 0                      | 1                      | 0                      | 0                      | 0                      | 0                      | —                      |
| 1984 Лос Анђелес                       | Mochochonono Mokhutlole | 4                      | 4                      | 0                      | 2                      | 0                      | 0                      | 0                      | 0                      | —                      |
| 1988 Сеул                              | Noheku Nteso            | 6                      | 6                      | 0                      | 2                      | 0                      | 0                      | 0                      | 0                      | —                      |
| 1992 Барселона                         |                         | 6                      | 5                      | 1                      | 1                      | 0                      | 0                      | 0                      | 0                      | —                      |
| 1996 Атланта                           | Jessie Mathunta         | 9                      | 5                      | 4                      | 1                      | 0                      | 0                      | 0                      | 0                      | —                      |
| 2000 Сиднеј                            | Mokete Mokhosi          | 6                      | 4                      | 2                      | 3                      | 0                      | 0                      | 0                      | 0                      | —                      |
| 2004 Атина                             | Lineo Mochesane         | 3                      | 1                      | 2                      | 1                      | 0                      | 0                      | 0                      | 0                      | —                      |
| 2008 Пекинг                            | Simon Maine             | 5                      | 4                      | 1                      | 2                      | 0                      | 0                      | 0                      | 0                      | —                      |
| 2012 Лондон                            | Mamorallo Tjoka         | 4                      | 2                      | 2                      | 2                      | 0                      | 0                      | 0                      | 0                      | —                      |
| 2016. Рио де Жанеиро                   |                         |                        |                        |                        |                        |                        |                        |                        |                        |                        |
| 2020. Токио                            |                         |                        |                        |                        |                        |                        |                        |                        |                        |                        |
| 2024. Париз                            |                         |                        |                        |                        |                        |                        |                        |                        |                        |                        |
| 2028. Лос Анђелес                      | предстојећи догађај     |                        |                        |                        |                        |                        |                        |                        |                        |                        |
| 2032. Бризбејн                         | предстојећи догађај     |                        |                        |                        |                        |                        |                        |                        |                        |                        |
| Укупно 10 (11)                         |                         | 49                     | 37                     | 12                     |                        | 0                      | 0                      | 0                      | 0                      |                        |

### Преглед учешћа спортиста и освајача медаља Лесота по спортовима на ЛОИ
Стање после ЛОИ 2012.
| Спорт      | Период | Период   | Укупно | Мушки | Жене |   |   |   |   |
| Спорт      | Прво   | Последње | Укупно | Мушки | Жене |   |   |   |   |
| ---------- | ------ | -------- | ------ | ----- | ---- | - | - | - | - |
| Атлетика   | 1972   | 2012     | 33     | 26    | 7    | 0 | 0 | 0 | 0 |
| Бокс       | 1984   | 2008     | 8      | 8     | 0    | 0 | 0 | 0 | 0 |
| Пливање    | 2012   | 2012     | 1      | 0     | 1    | 1 | 0 | 0 | 0 |
| Теквондо   | 2000   | 2004     | 3      | 1     | 2    | 0 | 0 | 0 | 0 |
| Укупно (4) |        |          | 45     | 35    | 10   | 0 | 0 | 0 | 0 |

Разлика у горње две табеле од 4 учесника (2 мушкарца и 2 жене) настала је у овој табели јер је сваки спотиста без обриза колико је пута учествовао на играма и у колико разних спортова на истим играма рачунат само једном

## Занимљивости
- Најмлађи учесник: M'apotlaki Ts'elho, 15 година и 31 дан Атланта 1996. атлетичар
- Најстарији учесник: Thabisio Ralekhetla, 36 година и 155 дана Атланта 1996. атлетика
- Највише учешћа: 2учешћа Vincent Rakabaele (1980, 1984), Thabiso Moqhali (1992, 2000), Lineo Shoai (1996, 2000), Mamorallo Tjoka (2008, 2012),
- Највише медаља: -
- Прва медаља: -
- Прво злато: -
- Најбољи пласман на ЛОИ: -
- Најбољи пласман на ЗОИ: -